# Scaptodrosophila mundagensis
Scaptodrosophila mundagensis är en tvåvingeart som först beskrevs av Sajjan och C. Adinarayana Reddy 1975.  Scaptodrosophila mundagensis ingår i släktet Scaptodrosophila och familjen daggflugor. Inga underarter finns listade i Catalogue of Life.